# Ira Gitler
Ira Gitler (né le 18 décembre 1928 à Brooklyn et mort le 23 février 2019 à New York) est un journaliste et historien américain spécialisé dans le domaine du jazz.
Il est notamment connu pour être le coauteur de l'ouvrage The Biographical Encyclopedia of Jazz avec Leonard Feather. Il a aussi participé à la rédaction d'articles dans le magazine Down Beat.

## Biographie
Dans sa jeunesse, Ira Gitler rêve de sport et plus particulièrement d'une carrière dans le baseball. Au cours de ses études il participe à la rédaction de la rubrique sport de la revue de son lycée. Gitler est également passionné par le jazz et avec l'émergence du bebop l'occasion lui est offerte en 1946 de commenter l'interprétation de Dizzy Gillespie au Spotlite Club. Après un court séjour à l'université du Missouri, il s'installe à New York en 1950 et se fait engager par Bob Weinstock, producteur du nouveau label Prestige. En tant que designer, il est chargé de la présentation des disques. La pochette arrière des premiers disques du label est jusque-là vierge et Weinstock lui demande de rédiger le premier liner notes sur l'album Swingin' with Zoot Sims paru en 1951,. À partir de cette période, il rédigera les commentaires sur des centaines d'albums. Il poursuit sa collaboration avec Prestige jusque 1955 et participe en 1954 à la première édition de 
l'ouvrage The Biographical Encyclopedia of Jazz de Leonard Feather. Passionné de hockey, à partir de la fin des années 1950 il se consacre aussi à ce sport et rédige quelques ouvrages sur le sujet.
Ira Gitler a été rédacteur pour Down Beat à New York (1963-64, 1967-70), rédigé de nombreux articles dans différents journaux et revues comme Metronome magazine, New York Times ou JazzTimes. Il a aussi produit de nombreux disques sur le label Prestige en particulier pour Miles Davis, Sonny Rollins, Thelonious Monk, Tadd Dameron ou Art Farmer. Il a organisé des concerts de jazz, été commentateur pour plusieurs radios, a enseigné l'histoire du jazz au City College de New York dans les années 1970 puis au The New School de 1986 à 1994 et depuis 1992 à l'école Manhattan School of Music.

## Sélection d'ouvrages
- 2001 : Ira Gitler, The Masters of Bebop : A Listener's Guide, Da Capo Press, 2001, 306 p. (ISBN 978-0-306-81009-1).
- 1999 : Leonard Feather, Ira Gitler, The Biographical Encyclopedia of Jazz, Oxford University Press, 1999, 744 p. (ISBN 978-0-19-988640-1, lire en ligne).
- 1985 : (en) Ira Gitler, Swing to bop : an oral history of the transition in jazz in the 1940s, New York/Oxford, Oxford University Press, 1985, 331 p. (ISBN 978-0-19-505070-7, lire en ligne).
- 1978 : Ira Gitler, Ice hockey A to Z, Lothrop, Lee & Shepard, 1978, 157 p. (ISBN 978-0-688-41842-7).
- 1976 : (en) Leonard Feather et Ira Gitler, The encyclopedia of jazz in the seventies, New York, Horizon Press, 1976, 396 p. (ISBN 978-0-8180-1215-0).
- 1968 : Ira Gitler, Make the team in ice hockey, Grosset & Dunlap, 1968, 73 p..
- 1966 : (en) Ira Gitler, Jazz Masters of the '40s, New York, Da Capo Press, 1966, 290 p. (ISBN 978-0-306-80224-9).